# داوو سولینجن
داوو سولینجن (انگلیسی: DOVO Solingen) شرکت تولید صنعتی آلمانی است، که در سال ۱۹۰۶ تأسیس شد.